# John Evonlah Aggrey
John Evonlah Aggrey es un diplomático ghanés retirado.
- En octubre de 1971 incorporó al Ministerio de Asuntos Exteriores.
- En 1973 fue formado diplomática en Canberra, Australia.
- De 1973 a 1976 fue secretario de la Comisión de Demarcación de Costa de Marfil Ghana-Frontera.(Ghana–Ivory Coast relations)
- De 1977 a 1981 fue primer Secretario / Consejero en Luanda (Angola).
- De 1986 a 1990 fue consejero y ministro Consejero de embajada en Berlín Este (República Democrática Alemana).
- De 1993 a 1997 fue ministro Consejero / Ministro y Jefe Adjunto de Misión ante la Sede de la Organización de las Naciones Unidas en Nueva York.
- De 1992 a 1993 fue director Adjunto del departamento pasaportes.
- Fue director de Organizaciones y Conferencias Internacionales Mesa, Director del departamento África y la Organización para la Unidad Africana.
- Fue director de supervisión / Políticas y Departamento de Economía y director de supervisión / administración.
- De 1998 a 2001 fue Representante del Ministerio de Asuntos exteriores en la Ghana National Commission on Children y el National Council on Women and Development ambos en el Ministry of Women and Children's Affairs
- De 2002 a 2008 fue embajador en Adís Abeba con coacreditación en Eritrea, Yibuti, Kenia, Uganda, Tanzania, Ruanda y Burundi y como representante Permanente ante la Organización para la Unidad Africana y la Comisión Económica para África.[1]